# Athletics Papua New Guinea
La Papua New Guinea Athletic Union (PNGAU) est la fédération d'athlétisme de la Papouasie-Nouvelle-Guinée. Elle s'est organisée après l'indépendance du pays (1975), mais avait été fondée dès 1961 et affiliée à l'IAAF en 1962. Son siège était à Lae dans la province de Morobe et est depuis[Quand ?] à Kokopo. Son président est Tony Green[Quand ?].